# Alexandre Dumas (homme politique, 1896-1989)
Pour les articles homonymes, voir Alexandre Dumas et Dumas.
Alexandre Dumas, né le 13 mars 1896 et mort le 14 novembre 1989, est un homme politique français.

## Biographie
Il est maire de Cognac et sénateur de la Charente.

## Détail des fonctions et des mandats
Mandat parlementaire
- 8 décembre 1979 - 1er octobre 1980 : Sénateur de la Charente